# Philibert Tsiranana
Philibert Tsiranana (1912-1978) foi o primeiro presidente de Madagascar. Governou o país entre 1959 e 1972.

## Vida
Tsiranana nasceu em Ambarikorano, na região de Mahajanga, em 28 de outubro de 1912 filho de criadores de gado. Estudou na Universidade de Montpellier, na França entre os anos 1946 e 1950. Na França, foi um dos fundadores do Parti dês déshérités de Madagascar (Partido dos Deserdados de Madagascar), de ideologia socialista. Em 1952, regressa a Madagascar. Distanciado dos dirigentes do Partido dos Deserdados, funda o Parti Social Démocrate de Madagascar (PSM, Partido Social-democrata de Madagascar) em 1956. Em 1958, converteu-se em primeiro-ministro do território de Madagascar e em 26 de junho de 1960, com a proclamação da independência, passou a ser o primeiro presidente da República Malgache, nome oficial de Madagascar até 1975.
Em 1972, ante os protestos populares contra seu regime, cedeu o poder ao geral Gabriel Ramanantsoa, que se converteu no novo Presidente da República. Tsiranana tentou voltar à política ativa, fundando em 1974 um novo partido, o Parti Socialiste Malgache (Partido Socialista Malgache). Em 1975, durante a época do governo militar provisório de Gilles Andriamahazo, se postula para retomar a presidência. O diretório militar liderado por Andriamahazo decide, no entanto, nomear presidente a Didier Ratsiraka. Tsiranana retirou-se então definitivamente da política, e se manteria afastado de toda atividade pública até sua morte em 1978.